# Barrundia
Barrundia là một đô thị trong tỉnh Álava, thuộc Xứ Basque, phía bắc Tây Ban Nha.
Đô thị này có diện tích 97,43 km², cách thủ phủ Victoria 18 km. Dân số năm 2007 là 818 người với mật độ 7,75 người/km².
Các trung tâm dân cư:
- Audicana.
- Dallo.
- Elguea.
- Etura.
- Echábarri-Urtupiña.
- Guevara.
- Heredia.
- Hermua.
- Larrea.
- Marieta-Larrínzar.
- Maturana.
- Mendíjur.
- Ozaeta, thủ phủ.